# ريتشارد مارتن (لاعب كريكت)
ريتشارد مارتن (بالإنجليزية: Richard Martin)‏ (29 نوفمبر 1789 - ) هو لاعب كريكت بريطاني (وحمل سابقاً جنسية المملكة المتحدة لبريطانيا العظمى وأيرلندا). لعب مع نادي مقاطعة ساسكس للكركيت ‏.